# Charas

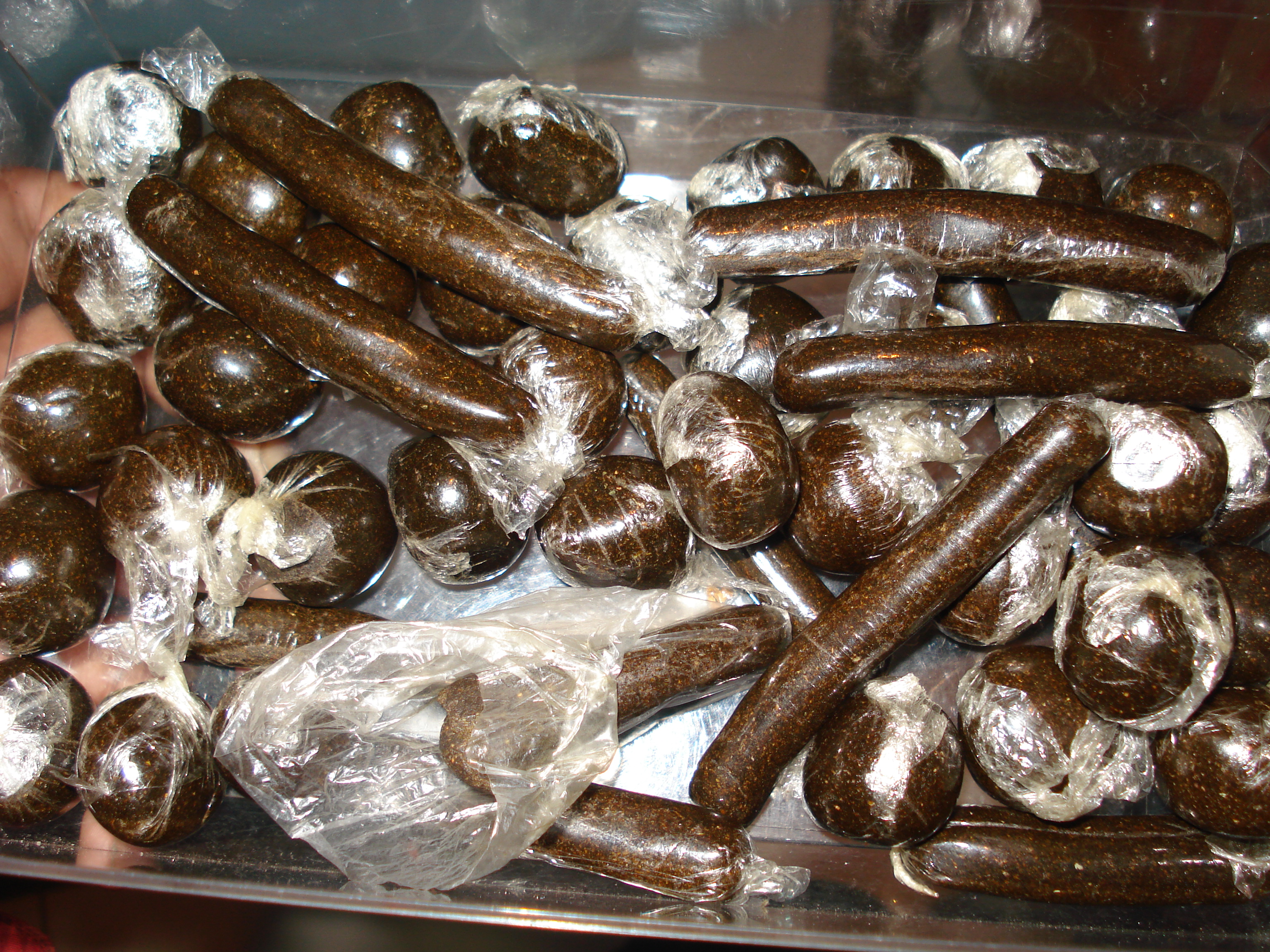
Barras y bolas.

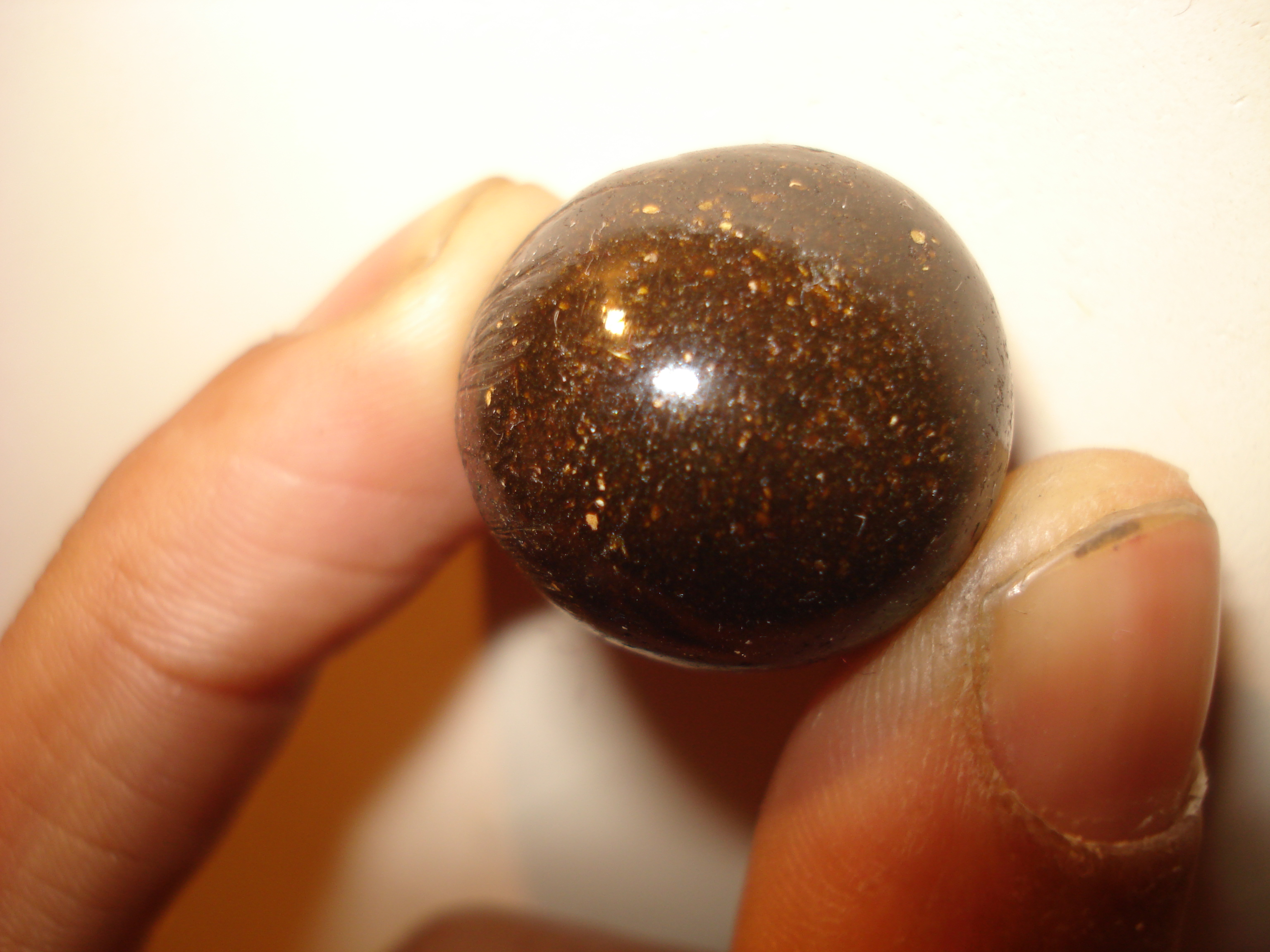
Charas del valle de Tosh.

Charas es el nombre que recibe el hachís elaborado a mano en la India y Pakistán.
Se hace a partir del extracto de la planta del cannabis (Cannabis Indica). La planta crece de forma salvaje por todo el norte de la India, Pakistán y el Himalaya (su origen putativo) y es un importante cultivo comercial para las gentes del lugar. 

## Historia del charas
El charas ha sido usado en el subcontinente indio durante miles de años por sus propiedades medicinales y religiosas[cita requerida] y fue vendido en tiendas gubernamentales (junto con el opio) en los primeros tiempos del Imperio Británico[cita requerida]. A diferencia del hachís, que se extrae un a vez la planta ha sido cortada y secada, el charas se elabora con la planta en su sitio o recientemente cortada, muchos dicen que por esto mismo no es una "resina muerta", sino que se trata de una "live resin" debido a la capacidad de alcanzar altas calidades empleando esta técnica.
El charas desempeña con frecuencia un importante e integral papel en la cultura y rituales del Hinduismo, especialmente entre los Shaivs -la subdivisión del Hinduismo que venera a Shiva como el dios supremo (a diferencia de los Vaishnavs que lo hacen con Vishnú) y es venerado como uno de los aspectos de Shiva.
A pesar de su larga historia, el charas fue considerado ilegal en los años ochenta, surgiendo diversas sentencias draconianas al respecto. Incluso la mera posesión implicaba la condena a prisión durante diez años. Estas leyes se fueron relajando con el tiempo, hasta el punto de que hoy en día el chara resulta un medio popular para sobornar a la policía por parte de los consumidores de droga.
Generalmente se consume usando un Chílum de cerámica donde se mezcla con tabaco o restos de cannabis, antes de su inhalanción se realiza una santificación o bendición al dios Shiva y usando la mano para colocar la pipa, se fuma a través de la mano como medio para no tocar con los labios la cerámica.